# Circuit intégré 4000

C.I. CMOS 4000 (DIP14)

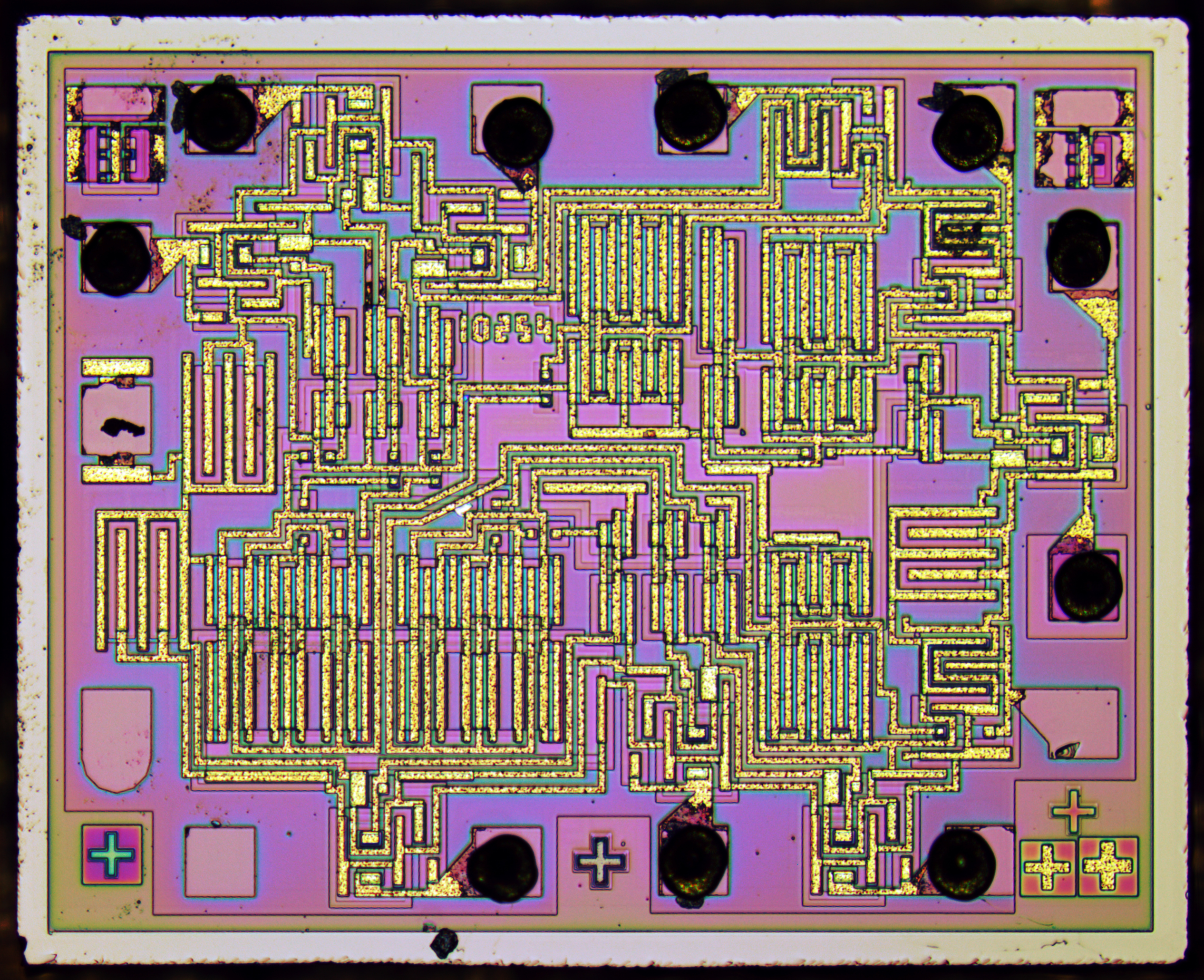
Die d'un 4000

Le circuit intégré 4000 fait partie de la série des circuits intégrés 4000 utilisant la technologie CMOS.
Ce circuit est composé de deux portes logiques indépendantes NON-OU à trois entrées et d'une porte NON.

### Diagramme

Diagramme fonctionnel

## Description

### Entrée(s)
Chaque porte logique NON-OU possède 3 entrées. (A, B et C).
Chaque porte logique NON possède 1 entrées. (A).

## Brochage

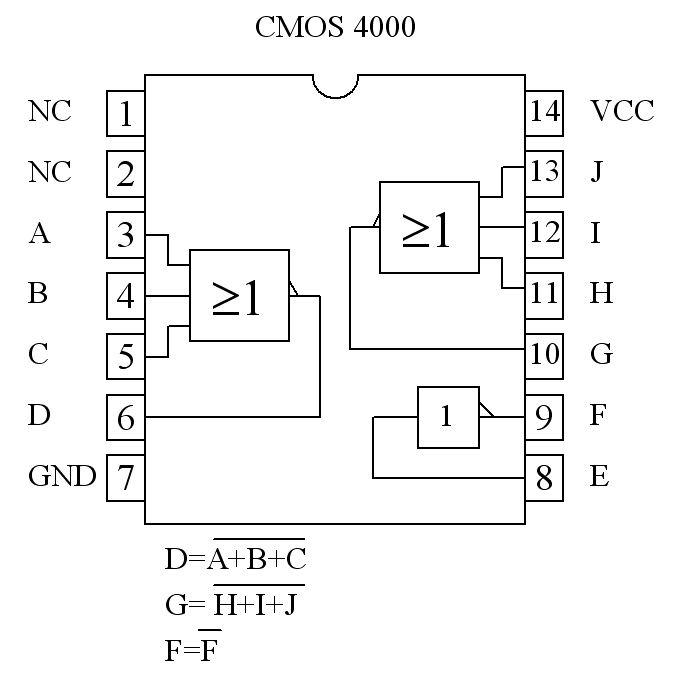
Brochage du circuit intégré.

### Sortie(s)
Chaque porte logique NON-OU possède 1 sortie. (Q).
Chaque porte logique NON possède 1 sortie. (Q).

## Table de vérité
| Entrées | Entrées | Entrées | Sortie |
| A       | B       | C       | Q      |
| ------- | ------- | ------- | ------ |
| 0       | 0       | 0       | 1      |
| 1       | x       | x       | 0      |
| x       | 1       | x       | 0      |
| x       | x       | 1       | 0      |

| Entrées | Sortie |
| A       | Q      |
| ------- | ------ |
| 0       | 1      |
| 1       | 0      |